# Castelnau-Rivière-Basse
Castelnau-Rivière-Basse è un comune francese di 698 abitanti situato nel dipartimento degli Alti Pirenei nella regione dell'Occitania.

## Società

### Evoluzione demografica
Abitanti censiti